# Rogelio Antonio
Rogelio Antonio est un joueur d'échecs philippin né le 19 février 1962.

## Carrière aux échecs
Grand maître international depuis 1993, Rogelio Antonio a remporté le tournoi de Greenhills, le championnat des Philippines en 1990 et 2016 (Battle of Grandmasters).
En décembre 1998, Antonio remporta le tournoi zonal de Yangon après départage, ce qui le qualifia pour le championnat du monde de la Fédération internationale des échecs 1999 à Las Vegas où il battit le maître FIDE russe Aleksandr Kozak au premier tour avant de perdre au départage lors du second tour face à Vladimir Akopian.
En 2009, il finit sixième du championnat d'Asie d'échecs, ce qui le qualifia pour la coupe du monde d'échecs 2009 à Khanty-Mansiïsk où il fut battu par Gata Kamsky au premier tour.
Rogelio Antonio a représenté les Philippines lors de dix olympiades consécutives de 1988 à 2006, jouant au deuxième échiquier philippin de 1990 à 2014. Il marqua à chaque fois plus de la moitié des points (74 points en 117 parties au total) et l'équipe des philippines finit septième de la compétition en 1988.
En 1995, il remporta deux médailles d'or au championnat d'Asie par équipes : la médaille d'or par équipe (devant la Chine et l'Ouzbékistan) et la médaille d'or individuelle au premier échiquier.
En 2017, il remporta la médaille d'argent au championnat du monde d'échecs senior (plus de 50 ans) derrière Julio Granda